# 129148 Sheilahaggard
129148 Sheilahaggard este o planetă minoră (asteroid), cu un diametru de 3,11 km, din centura de asteroizi. A fost descoperită pe 3 martie 2005 la Catalina Station⁠(d) de Catalina Sky Survey. 
Obiectul prezintă o orbită caracterizată de o semiaxă mare de 2,7320554997296 UAi, o excentricitate de 0,02, o înclinație de 4,5 ° în raport cu ecliptica.